# Luisa Meneses Rivadeneyra
Luisa Rufina Meneses Rivadeneyra (distrito de Pacarán, provincia de Cañete, 24 de julio de 1976) es una enfermera y política peruana. Fue alcaldesa del distrito de Caujul por tres periodos entre los años 1999 y 2010.
Nació en el distrito de Pacarán, provincia de Cañete, Perú, el 24 de julio de 1976, hija de Inocente Meneses Negrón y Justa Rivadeneyra Candela. Cursó sus estudios primarios en su localidad natal y los secundarios en el distrito de Imperial de la provincia de Cañete. Entre 2000 y 2009 cursó estudios superiores de enfermería en la Universidad San Martín de Porres.
Su primera participación política se dio en las elecciones municipales de 2006 cuando fue candidata a la alcaldía del distrito de Pacarán sin éxito. Participó en las elecciones regionales del 2010 como candidato a presidenta del Gobierno Regional de Lima por el partido Restauración Nacional sin obtener la elección. El año 2013 participó en las neuvas elecciones municipales que se celebraron tras la revocación del cargo de alcalde del distrito de Pacarán obteniendo la elección siendo candidata de Alianza para el Progreso y siendo reelegida para ese cargo en las elecciones municipales del 2014. Ante la prohibición de reelección de las autoridades ediles, en las elecciones municipales del 2018 tentó la alcaldía de la provincia de Cañete por el partido Perú Nación sin éxito.